# ORP Kaszub (240)
ORP Kaszub je korveta Polského námořnictva. Je třetí polskou lodí tohoto jména a jediným postaveným plavidlem projektu 620. Jejím hlavním úkolem je vyhledávání a ničení ponorek. K roku 2021 je stále v aktivní službě.

## Stavba

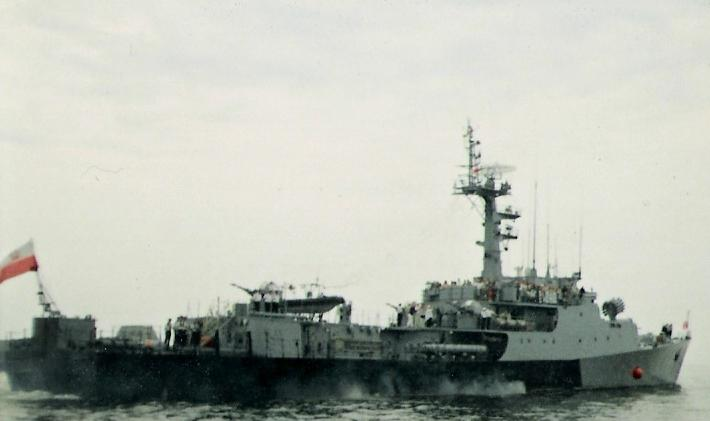
Kaszub

Korveta je domácí polské konstrukce. V letech 1984–1987 ji postavila loděnice v Gdaňsku. Do služby byla zařazena 15. června 1987.

## Konstrukce

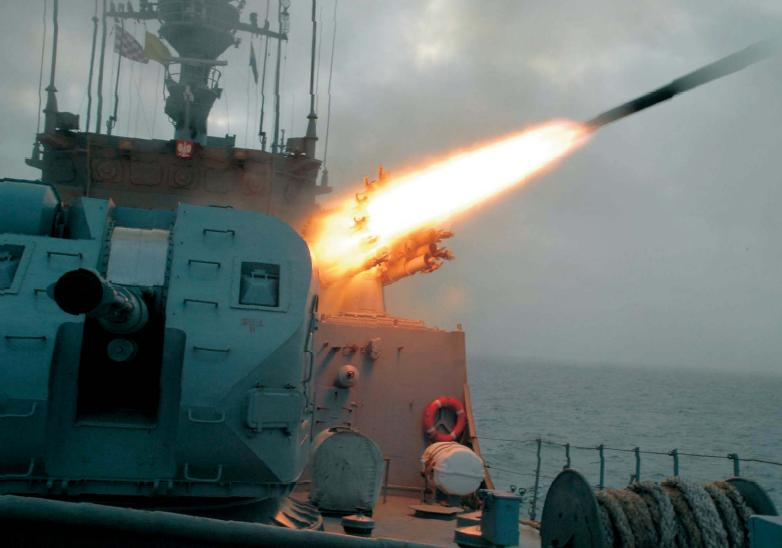
Systém RBU-6000 korvety Kaszub v akci

Hlavňovou výzbroj tvoří jeden sovětský kanón typu AK-176M ráže 76,2 mm v dělové věži na přídi, který doplňují dva domácí dvojité 23mm protiletadlové komplety ZU-23-2M. K ničení vzdušných cílů slouží též sovětský protiletadlový raketový komplet Strela-2M se zásobou čtyř raket. K likvidaci ponorek slouží dva vrhače raketových hlubinných pum RBU-6000 a dva dvojité 533mm torpédomety.
Pohonný systém tvoří čtyři diesely typu Cegielski-Sulzer AS 16V 25/30. Lodní šrouby jsou dva. Nejvyšší rychlost je 26 uzlů (48 km/h).